# 昭和万葉の森
昭和万葉の森（しょうわまんようのもり）は、宮城県黒川郡大衡村にある森林公園の形式の万葉植物園である。総面積は22.65ヘクタール。株式会社「万葉まちづくりセンター」がこれを運営している。
昭和天皇在位60年を記念して、1985年（昭和60年）に造成が開始、1989年（平成元年）に開園した。この区域は1955年（昭和30年）に行われた第6回全国植樹祭の会場である松林であり、そこに隣接する落葉樹と広葉樹からなる森林を含めて造成されたものである。

## 園内施設

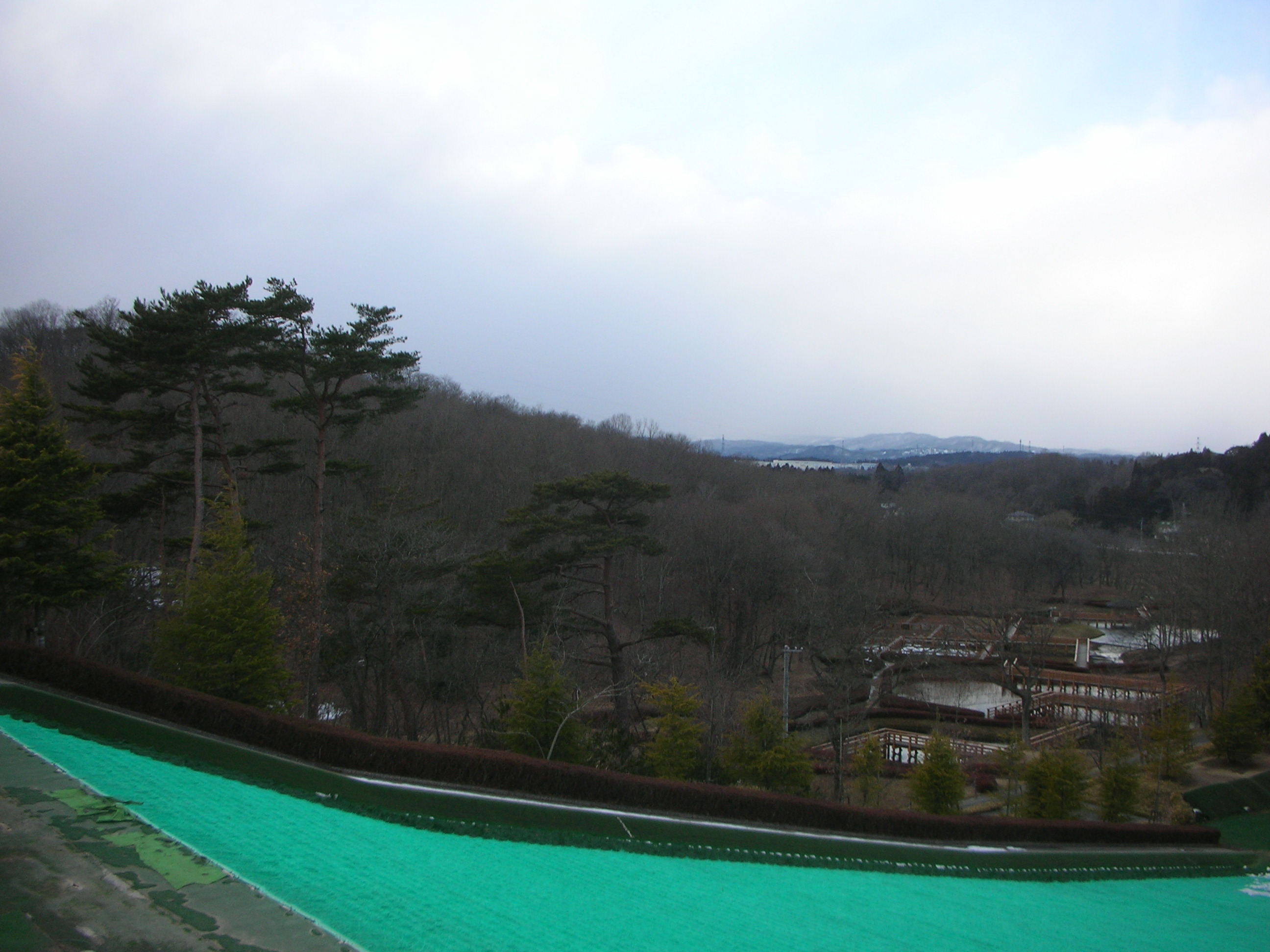
東側部分

園内には『万葉集』の歌に詠まれる草木が植えられ、また歌の枕詞を冠した遊歩道が設けられている。「ひさかたの道」「しろたえの道」など11通りの遊歩道があり、その総延長は約5.6キロメートルである。遊歩道には歌を刻んだ48個の歌碑が設けられている。健康増進のための森林浴、あるいは日本の歴史や文化を顧みる場としてここが利用されている。
昭和万葉の森は園内に次の施設を備える。
- 万葉の館 - 使用有料の48畳広間（舞台付）、茶室8畳
- 湿生植物園
- 民芸の森 - こけしや地元民芸品の材料となる木をまとめて植栽
- 万葉植物記念林 - 『万葉集』に関わる関わりのある樹木100種類の植栽
- 駐車場 70台分
- 昭和万葉の森管理事務所

敷地内にある大衡村ふるさと美術館は大衡村出身の洋画家である菅野廉の絵画を展示する施設である。食事処、休憩所である万葉茶屋があったが2023年（令和5年）に閉店した。

## 立地
昭和万葉の森は大衡村役場や国道4号、万葉クリエートパークに隣接する位置にある。ミヤコーバス高速仙台大衡線の「大衡村役場前」が最寄りのバス停留所である。